# Rockstar Games
Rockstar Games (ook bekend als Rockstar NYC) is een Amerikaanse computerspeluitgever en onderdeel van Take-Two Interactive. Het bedrijf is onder andere verantwoordelijk voor de uitgave van de series Grand Theft Auto, Max Payne, Red Dead en Midnight Club.

## Ontwikkelstudio's
Onder Rockstar Games vallen enkele ontwikkelstudio's. De spellen van deze studio's worden allen uitgegeven door Rockstar Games. Als spellen zijn ontwikkeld door meerdere ontwikkelstudio's wordt de ontwikkelaar collectief aangeduid als Rockstar Studios.
| Studio               | Locatie           | Actief     | Notitie                                                                                           |
| -------------------- | ----------------- | ---------- | ------------------------------------------------------------------------------------------------- |
| Rockstar Dundee      | Dundee            | 2020-heden | Voor de overname bekend als Ruffian Games.                                                        |
| Rockstar India       | Bangalore         | 2016-heden |                                                                                                   |
| Rockstar Leeds       | West Yorkshire    | 2004-heden | Voor overname bekend als Möbius Entertainment.                                                    |
| Rockstar Lincoln     | Lincoln           | 1997-heden | Tot 2002 als Tarantula Studios. Sindsdien alleen gericht op lokalisatie en kwaliteitsverzekering. |
| Rockstar London      | Londen            | 2005-heden |                                                                                                   |
| Rockstar New England | Andover, MA       | 2008-heden | Voor overname bekend als Mad Doc Software.                                                        |
| Rockstar North       | Edinburgh         | 1999-heden | Tussen 1987 en 2002 bekend als DMA Design.                                                        |
| Rockstar San Diego   | Carlsbad, CA      | 2002-heden | Voorheen bekend als Angel Studios.                                                                |
| Rockstar Toronto     | Oakville, ON      | 1999-heden | Tot de overname van Rockstar Vancouver bekend onder de naam Rockstar Canada.                      |
| Rockstar Australia   | Sydney, Australia | 2025-heden | Tot de overname bekend onder de naam Video Games Deluxe.                                          |

### Voormalige studio's
| Studio             | Locatie       | Actief    | Notitie                           |
| ------------------ | ------------- | --------- | --------------------------------- |
| Rockstar Vancouver | Vancouver, BC | 2002-2012 |                                   |
| Rockstar Vienna    | Wenen         | 2001-2006 | Tot 2003 bekend als Neo Software. |

### Trivia
Van 15 december 2023 tot 21 december 2023 gaf Rockstar Games meer dan 600.000 Twitch-abonnementen weg op het Twitch-platform als onderdeel van de GTA RP Week. Tijdens deze periode kregen geselecteerde fans de kans om een cadeauabonnement of een Tier 1-abonnement van een maand op een Twitch-kanaal naar keuze in te wisselen door tokens weg te geven. Kijkers moesten tijdens de periode een GTA RP-streamer uit de evenementcategorie bekijken om de tokens te ontvangen. De samenwerking tussen Rockstar Games en Twitch binnen dit evenement is uniek tot nu toe.